# Hikutavake
Hikutavake – miejscowość w Niue (terytorium stowarzyszone z Nową Zelandią). Według danych ze spisu ludności w 2017 roku liczyła 49 mieszkańców i wzrosła od 2011 roku. Dziesiąta co do wielkości miejscowość kraju.

## Geografia
Na północ od Hikutavake droga ze szczytu klifu prowadzi do zamkniętej rafy koralowej z naturalnymi basenami, z których największy ma głębokość do 10 metrów i szerokość 25 metrów. W zbiorniku pojawiają się żółwie morskie, a w sąsiednim basenie połączonym tunelem podwodnym z otwartym morzem przepływają rekiny rafowe.